# Хижи
Хижи (рус. Хыжи; адиг. Хыжъы) малено је слатководно планинско језеро на крајњем југозападу европског дела Руске Федерације. Налази се на територији Краснодарске покрајине, односно њеног Туапсиншког рејона, на надморској висини од око 600 метара. Језеро има статус хидролошког споменика природе од регионалног значаја.
Максимална дужина језера је око 70 метара, ширина до 50 метара, а површина ретко прелази 0,01 км². Просечна дубина воде у језеру је око 1,5 метара, максимално до 4 метра. 
У садашњим димензијама језеро се налази након обимних хидролошких радова и градње бране средином 1980-их година. Језеро је богато рибом и популарна је туристичка дестинација. У традицији Адигејаца сматра се светом водом.